# Paraplano
Il paraplano è un termine che vorrebbe riferirsi a un ibrido tra parapendio e deltaplano.
Fin dalla prima redazione di questa voce su Wikipedia versione italiana (risalente al 2008 come si legge dalla cronologia), si sostiene che il paraplano dal parapendio avrebbe ereditato la possibilità del volo da seduto, dal deltaplano la caratteristica forma triangolare dell'ala.
Non esistono però evidenze reali dell'esistenza di un paraplano, quindi questa voce non dovrebbe esistere.